# Équipe du Zimbabwe féminine de hockey sur gazon
L'équipe du Zimbabwe de hockey sur gazon féminin est la sélection des meilleures joueuses zimbabwéennes de hockey sur gazon. 
La première participation de la sélection à une compétition internationale majeure se conclut sur un sacre aux Jeux olympiques d'été de 1980 à Moscou, quelques mois seulement après la création du pays.

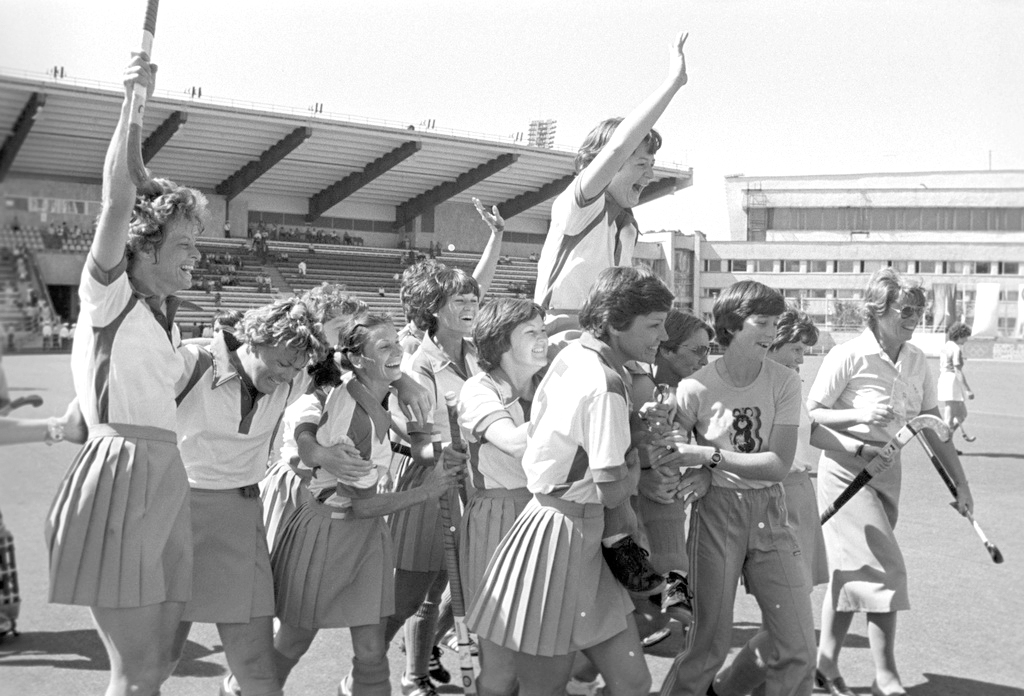
L'équipe zimbabwéenne championne olympique de hockey sur gazon féminin.

Sarah English, Maureen George, Ann Grant, Susan Huggett, Patricia McKillop, Brenda Phillips, Christine Prinsloo, Sonia Robertson, Helen Volk, Linda Watson, Elizabeth Chase, Sandra Chick, Gillian Cowley, Patricia Davies, Anthea Stewart et Arlene Boxhall forment la sélection championne olympique.
Les Zimbabwéennes remportent la première Coupe d'Afrique des nations féminine de hockey sur gazon en 1990 ; elles finissent deuxièmes en 1994, troisièmes en 1998 et quatrièmes en 2022.
Le Zimbabwe est aussi médaillé d'argent aux Jeux africains de 1995 et de 1999.